# AMD CrossFireX
Az AMD CrossFireX (korábban CrossFire) is a Spider asztali platformra való kibocsátását követően 2007. november 19-én egy márkanév az ATI Technologies több-GPU-s megoldására, amely versenyben áll a rivális nVIDIA által fejlesztett Scalable Link Interface, azaz SLI-vel. A technológia lehetővé teszi egy pár grafikus kártya használatát egyetlenegy számítógépben, növelve a grafikus teljesítményt. Habár csak nemrég jelentették be a fogyasztói szintű hardverek számára, AMR néven már egy ideje használtak hasonló technológiát néhány professzionális kártyában, amelyek repülőgép-szimulátorokban és hasonló alkalmazásokban voltak jelen az Evans & Sutherland-től, az ATI is előzetesen kibocsátott már hasonló dual RAGE 128 fogyasztói kártyát, Fury MAXX néven.

## Történet, infrastruktúrák, bírálatok
A CrossFire először 2005. Szeptember 27-én vált elérhetővé a nyilvánosság számára.
A rendszerhez szükséges egy CrossFire kompatibilis alaplap egy pár PCI Express (PCIe) grafikus kártyával, mely engedélyezhető mind hardver, mind szoftver által. Radeon x800, x850, x1800 és x1900 szériák 'CrossFire Edition'-ba mennek át melyeknek ’master’ képessége a hardverre épül. Egy Master kártyát kell venni és párosítani egy CrossFire engedélyezett kártyával vagy egy normál kártyával ugyanabból a szériából. A Radeon x1300s és x1600s-nak nincs ’CrossFire Edition’-je, de engedélyezett a software által. Jelenleg ATI-ban nincs kialakítva az infrastruktúra, hogy engedélyezze a FireGL kártya elindítását a CrossFire konfigurációban. Egy másik pont amit meg kell említeni, hogy a ’slave’ grafikus kártyának és a ’master’-nek egy családba kell tartoznia, tekintet nélkül arra, hogy a ’master’ kijelölt a hardware vagy a software által.
A régi korlátozásokra egy példát tekintve, tekintettel arra ha a Master-kártya konfiguráció lenne a CrossFire kivitelezése a Radeon X850 XT ’Master’ kártyában, akkor egy beállító chip-et használna a Silicon Image (SiI 163B TMDS)-től, amely korlátozza az X850 CrossFire beállítását az 1600×1200 @60 Hz vagy az 1920×1440 @52 Hz megoldásához és ezzel már problémát mutatott pár CRT tulajdonos esetében akik a CrossFire-t szerették volna használni magas felbontásban játékokhoz. Mivel sokan a szem számára megerőltetőnek találták a 60 Hz-es frissítési szintet CRT-vel, a praktikus képfelbontás határértéke 1280x1024 lesz, ami viszont nem teszi a CrossFire-t kifizetődővé.
Mindamellett az ATI "CrossFire Xpress 3200" alaplap chip megjelenésével a ’master’ kártya már nem szükséges minden "CrossFire Ready" kártyához (kivéve a Radeon X1900 széria).
A CrossFire Xpress 3200-zal kettő normál kártya futtatható a CrossFire beállításban.
Ez a lépés felfogható, mint egy általános fejlesztés a stratégiai piacon annak a ténynek a következtében, hogy a CrossFire ’Master’ kártya drága, nagyon keresett és kiskereskedelmi szinten hiánycikk.
Habár a CrossFire Xpress 3200 chipset valóban képes CrossFire-re a PCI-e buszon keresztül minden Radeon szériával egészen az X1900-as széria alatt, a driver támogatást még nem valósították meg X1800 szériához. Az ATI azt is megemlítette, hogy a jövőbeni Catalyst driver sorozat átdolgozása tartalmazni fogja mindazt, ami szükséges az X1800 dongleless CrossFire-hez, de nem említett meghatározott időpontot.
A Radeon X1950 Pro (RV570 GPU) megjelenésével, az ATI átdolgozta a CrossFire csatlakozás infrastruktúráját, hogy a CrossFire konfigurációk működtetésekor kiküszöbölje a régi Y-dongle/Master kártya és slave kártya szükségességét a későbbiekben. Most az ATI féle csatlakozó egy szalag, mintha minden grafikus adapter tetejére egy csatlakozó lenne erősítve, hasonlóan az nVidia SLI hídjához, de különböző a fizikai és logikai sajátosságokban.
A Spider kódnevű képernyő platform melyet az AMD 2007. November 19-e óta használ, a CrossFire beállítás lehetővé tette, hogy 4 videókártyát támogasson a 790FX chipset, maga a Crossfire név később "ATI CrossFire X" lett. A ’beállítás’ az AMD belső tesztelése szerint 3.2 x teljesítménynövekedést hoz pár játékban és felhasználói programban, melyek a nagy grafikai kapacitást igényelnek a számítógép rendszertől,
a ’beállítás’ a lelkes piacot célozza meg.
A későbbi fejlesztés egy dupla GPU-t tartalmaz, melyet 2008 elején szabadalmaztatnak, "ATI Radeon HD 3870 X2" névvel, a CrossFire hidat közvetlenül alkalmazzák a PCB áramkörön, és egy CrossFire csatlakozója volt a dupla kártyának, 4 GPU lehetőséggel.
Az MSI és AMD megegyeztek abban, hogy a RADEON HD 3870 X2 támogatni fogja a 4 kártyájú CrossFire-t, hogy elérjék a 8x-os GPU lehetőséget.
A CrossFire technológia azonban mára halott, a NAVI GPU-kon nem is kapott helyet.[forrás?]

## Előnyök NVIDIA SLI-hez képest
- Az ATI a CrossFire architektúrával az Intel felé nyitott, így engedélyezve a CrossFire-t bizonyos Intel chipkészleteken, melyek két 16x PCI-E foglalattal büszkélkedhetnek. Az SLI viszont olyan alaplapot igényel, ami SLI-vel minősített (általában nForce chipkészletre alapozott, úgy mint az nForce 590 SLI és nForce680i SLI).
- Az új ATI CrossFire hídnak magasabb a bitszélessége, mint az SLI-nek, amíg kicsit lassabb. A kapcsolódása két 12 bites párhuzamos csatlakozóra oszlik, bár technikailag nem szükséges mindkét csatlakozó a hardveres CrossFire működtetéséhez, a szoftverek jelenleg nem engedélyezik a CrossFire futtatását egyetlen CrossFire hídon. Az újabb SLI kivitelezések, csak a Geforce 8800GTX-en láthatóak, ugyancsak két csatlakozóval rendelkeznek, habár a másodikat még jelenleg nem használják. Az új híd szintén engedélyezi az egyszerűbb több GPU-s konfigurációk bevezetését páros megvalósításokon túl[2]
- Az ATi CrossFire Xpress 3200 chipkészlet 40 PCI Express sávot integrált a northbridge-be, ami azt jelenti, hogy mindkét 16x PCI-E slot teljessé válik a 16 sávszélesség elektromos csatlakoztatásával egy hubhoz, ahol pedig egy 32 sávot támogató NVIDIA nForce 590 SLI chipkészlet van, ott a két 16x PCI Express slotból, az egyik a northbridge-be míg a másik southbridge-be van irányítva ekképpen létrehozva a 16+16 sávot. Az Ati CrossFire-nek kisebb az átviteli ingadozása az inter-GPU-nál miközben rendereli a képkockákat mint a 16x-16x vonalú NVIDIA SLI.
- Az iparágban az első hármas és négyes videókártya megoldás közvetlenül a vetélytárs, NVIDIA SLI hármas videókártya megoldása (hármas "triple SLI"-nek nevezett) előtt jelent meg, amíg az SLI beállításnak egy speciális hídra volt szüksége, addig a CrossFire beállítás három normál CrossFire csatlakozót igényel a négyes videókártya beállítás megoldásához, maximum 8 monitort támogatva, míg az SLI csak egy monitor kimenetet támogat, amely korlátozva van a szoftver/hardver által.
- Összehasonlítva az NVIDIA hármas SLI beállításával, amely túlzottan is csúcsminőségű videókártyákat igényel (jelenleg GeForce 8800 GTX/Ultra) két MIO csatlakozóval, addig minden CrossFire opciós ATI videókártya két CrossFire csatlakozóval rendelkezik (kiemelve RADEON HD 3870 X2, amely egy dupla GPU-s megoldással bír), ami azt is jelenti, hogy a CrossFire hardver szinten is elérhetővé válik, ami a CrossFire beállítást sokkal megfizethetőbbé és könnyebben népszerűsíthetővé teszi.

## SLI-hez hasonlított hátrányok
- Ha egy OpenGL játék nem rendelkezik CrossFire profillal, a Catalyst AI rendszer a Scissor módot fogja alapból beállítani, és ezáltal nincs mód egy sokkal megfelelőbb vagy gyorsabb módra való váltásra, mint például az AFR. Mindazonáltal az SLI megengedi a „rendering mod” egyes alkalmazásokra vonatkozó kézzel való beállítását, ráadásul olyan játékok számára is, amelyek nem rendelkeznek létező profillal. Szükséges lenne egy olyan Catalyst AI haladó beállítás, amely lehetővé tenné a manuális beállítást közvetlenül a 3D játékok számára, de nem az OpenGL játékokat, AFR-re.
- Az elsőgenerációs CrossFire kivitelezések (Radeon X1800 és X1900 szériák) külső Y-kábelt/ún.dongle-t igényeltek a CrossFire módban való működéshez, mivel a PCI-e busz nem volt képes elegendő sávszélességet biztosítani a CrossFire futásához anélkül, hogy jelentős mennyiségű teljesítmény veszne el. Ez a hátránya az Y-kábel merev csatlakozójának, ugyanis a csatlakozó némi ingadozást kelt, mely csökkentené a CrossFire hatékonyságát. Ez a hátrány nem jelenik meg közepes kategóriájú CrossFire megoldások terén, amelyek nem igényelnek ’Mester’ kártyát, helyette engedélyezi a felhasználó számára két azonos ’standard’ kártya használatát.
- 2007 szeptemberétől, CrossFire még nem elérhető a notebookok számára, amíg az nVidia SLI-je igen. A jelentések szerint a jövő notebookjai a Radeon R700-on fognak alapulni, amelyek már PowerXpress képességekkel is rendlkezni fognak.
- A CrossFire teljesítménye nagyban függ a CPU-tól és a perifériameghajtóktól. Ez ügyben kevés optimalizálásokat végeztek, a CrossFire beállítása nem hoz 10%-os határnál nagyobb teljesítménynövekedést, vagy egyszerűen teljesítménycsökkenés tapasztalható a 3D megjelenítésben. Ez szintén igaz a kezdetleges verziójú driverekre melyek a frissen kibocsátott videókártyák esetében, nem eredményeznek közvetlen növekedést egyetlen GPU felett sem, vagy a teljesítmény drámai növekedésében sem.